# Donji Mujdžići
Donji Mujdžići (szerbül: Доњи Мујџићи) szerb falu Bosznia-Hercegovinában, Bosanska krajina területén, a Szerb Köztársaságban, Šipovo községben. 

## Fekvése
Bosznia-Hercegovina közép-nyugati részén, Banja Lukától légvonalban 60, közúton 85 km-re délre, községközpontjától légvonalban 4 km-re, közúton 5 km-re délre, a Janj jobb partján, a Grabež lábánál, a Stroica-Šipovo út mentén, 450 méteres tengerszint feletti magasságban található. Donji Mujdžići a Janj jobb partján, a Gornji Mujdžići pedig a bal partján található. A Donji Mujdžićiben található Janj-híd köti össze őket. A folyón van egy vízimalom, amely 1965-ből származik. A Sokolina nevű település feletti sziklán vár maradványai találhatók.
Donji Mujdžićin két út található. A Mujdžići-Olići-Pljeva út 5,2 km hosszú. Az út építését a Boszniai Szerb Köztársaság kormánya finanszírozta, és Milorad Dodik elnök nyitotta meg 2011. július 30-án. Ez az út csatlakozik a Strojica-Mujdžići-Šipovo úthoz, amely a Janj völgyén halad át.

## Népessége
| Nemzetiségi csoport | Népesség 1991 | Népesség 2013 |
| ------------------- | ------------- | ------------- |
| Szerb               | 166           | 203           |
| Bosnyák             | 0             | 0             |
| Horvát              | 2             | 1             |
| Jugoszláv           | 1             | 0             |
| Egyéb               | 0             | 0             |
| Összesen            | 169           | 204           |

## Története
A régészeti leletek tanúsága szerint területe már az őskortól fogva folyamatosan lakott volt. A legrégibb leletek a vaskorból származnak, melyek a Janj bal partján egy erődítmény maradványai közül kerültek elő. Jelentős település állt itt, a Janj partján a római korban. Egyhajós bazilikájának alapfalait 1930-ban tárták fel először nagyon figyelemreméltó leletekkel, köztük oszlopfőkkel és a falkoszorú maradványaival. A templom közelében megtalált római temető szarkofágjai ugyancsak jelentős településre utalnak. A település a középkorban is jelentékeny maradt. Ezt támasztja alá az itt talált magtár és számos középkori temető maradványa. A középkori település virágzásának feltehetően az 1463-as oszmán hódítás vetett véget.
A település 1878-ig tartozott az Oszmán Birodalomhoz, majd az Osztrák-Magyar Monarchia része lett. 1879-ben az első osztrák-magyar népszámlálás során Volari község részeként a faluban 35 házat és 180 muszlim lakost számláltak. 1910-ben a településen 32 házat, 214 ortodox szerb és 6 katolikus lakost találtak.A monarchia szétesésével 1918-ben előbb a Szerb-Horvát-Szlovén Királyság, majd 1929-től a Jugoszláv Királyság része. Jugoszlávia megszállása után a falu a Független Horvát Állam (NDH) része lett. A második világháború elején a lakosság elmenekült, majd amikor a településre visszatértek elfogták és élve égették el őket egy istállóban. A lakosság visszaemlékezései szerint családonként átlag egy ember élte túl a második világháborút.
1945-től a település a szocialista Jugoszlávia része volt. A településen az 1991-es népszámlálás adatai szerint 169-en éltek. A Bosznia-Hercegovinában zajló polgárháború idején a Visoko Krajina többi településéhez hasonlóan a Boszniai Szerb Köztársaság része volt. A területén 1995 szeptemberéig nem volt háborús hadművelet, ekkor azonban a település területét a Horvát Köztársaság fegyveres ereje megszállta. A horvát csapatok elől a lakosság elmenekült. A daytoni békeszerződés aláírása után a település a Szerb Köztársasághoz, azon belül Šipovo községhez került.

## Nevezetességei
- Crkvina – késő ókori bazilika és temető maradványai. Az alapfalakat a Janj jobb partján 1930-ban részlegesen tárták fel. A bazilika apszis nélküli egyhajós építmény volt, narthexszel és kereszt alakú keresztelőmedencével. Fennmaradtak az oszlopfők, a koszorú és a mécsesek töredékei. A templom mellett falazott, boltozott sírokkal rendelkező temetőt tártak fel. Korukat a 4. – 6. század közötti időben határozták meg. Itt található az új szerb ortodox templom. A templom építését 2011. június 16-án kezdték meg, az alapokat 2011. július 16-án szentelte fel Hrizosztom Jević püspök.[3] A templomot a Crkvina néven ismert helyen építették, ahol egy a 11. században lerombolt templom állt.[3] A templom Janj folyón átívelő híd közelében található. A templom alapjainak kiásása során 2011-ben olyan csontvázmaradványokat találtak, amelyekről feltételezik, hogy a régi pravoszláv temetőhöz tartoztak.[3] Az itteni lakosok régi vágya volt a Crkvište-i templom újjáépítése.[3]

- Közvetlenül a templom alatt található egy Močilo nevű mocsaras hely a Janj folyón, amelyhez két népi legenda is kapcsolódik.[3] A néphit szerint a hódítók a templomnak egy harangját a mocsárba dobták, és ha a crkvinai templomot majd valaha újjáépítik, a harang kiúszik a part közelében lévő mocsárból.[3] Egy másik legenda szerint egy Rosa nevű lány egy kétökrös egy ökörszekérrel együtt fulladt itt a Močilába. Van egy olyan legenda is, amely szerint egy fehér tündér él a Sokolin szikláján.[3]

- Az ókori templomromoktól száz méterre északra egy kisebb domb mellett találhatók az ókori temető maradványai. Itt öt sírt tártak fel, közöttük pedig kettő szarkofágos temetkezés is volt. A feltárás során egy feliratos töredéket is találtak.[6]

- Középkori magtár és temető maradványai. A domb oldalában 9 db amfora formájú gabonatároló vermet tártak fel, melyek magassága 2,45 méter, legnagyobb szélessége pedig 1,60 méter. A vermek kőlapokkal voltak lezárva. A magtár felett néhány középkori sírt is feltártak, melyek a 12. – 13. századból származnak.[6]

- A falu területén, a Janj partján egy egyedülálló középkori lelet, egy 12. századi bronz feszület is előkerült.[6]

- Maglina glavica – Őskori erődítmény maradványai a Janj bal partján emelkedő kerek hegytetőn. Az erőd maradványai egy 10x12 méteres területen, patkóalakban helyezkednek el, melyek körül gyűrűs sáncrendszer található. A leletek főként kerámiatöredékekből állnak. Korukat a vaskorra teszik.[6]

- Mramor – késő középkori temető maradványai, 4 db máig fennmaradt stećak sírkővel, a többi megsemmisült.[6]

## Fordítás
- Ez a szócikk részben vagy egészben  a(z)   Доњи Мујџићи című szerb Wikipédia-szócikk ezen változatának fordításán alapul.  Az eredeti cikk szerkesztőit annak laptörténete sorolja fel. Ez a jelzés csupán a megfogalmazás eredetét és a szerzői jogokat jelzi, nem szolgál a cikkben szereplő információk forrásmegjelöléseként.